# 90後
90後（きゅうれいご、中: 90后、拼音: Jiǔ Líng Hòu、ジョウリンホウ）とは、中国における用語の一つで、一般的に1990年代生まれの世代を指す言葉。広義として1990年以降に生まれた中国国民を指す場合もある。80後からの派生語である。
“90後”が生まれた時代は、すでに中国の改革開放政策の成果が現れ、情報化社会への急速な発展を遂げていた。したがって、“90後”は情報化社会を何よりも先に体験した世代であるといえる。中国の計画出産政策の影響で、基本的に一人っ子であり、その意味では小皇帝とも言える。時代の発展と変化により“90後”の思想や理念は一世代上の中国人たちとは大きく異なる。そのため“90後”について批判的なことを言う人も少なくはないが、“90後”の価値観も少しずつ受け入れられてきている。

## 社会背景
“90後”が生まれ、育ってきた時代は、改革開放政策の発展が最も早く大きな業績をあげるなど、中国社会が最も激しく転換した時代である。また、科学技術の急速な発展に伴い、人々の思想・概念、イデオロギーの多様化が進んだ時代でもある。政治、経済、思想、文化など様々な分野で天地を覆すような大きな変化は、“90後”達の世界観、価値観にも大きな影響をおよぼした。
このような背景から、“90後”は豊かさの中で育ってきたと言える。その影響からか考え方が前向きで、新しい事に対しての挑戦意欲も強く進歩的、斬新さを持ち、人生を楽しむことにも価値を見出す世代と言われる。しかし、これまでの保守的な、時に臆病な面も持つ昔の中国人とは異質な“90後”はその反動として、現実離れした考え方、行動が時に批判の対象となることがある。生活の苦しさを体験していないだけに、周囲に気を配ることもなく自己本位で、自分に合わないものは無視し、気の向くままに生きているとの批判も聞かれる。

## 育った環境
家庭
“90後”の家庭では多くの伝統が打ち破られており、“90後”の両親自身もまた市場経済社会とともに育った世代でもある。それまでの中国的価値、伝統を捨てながら、成功のキャリアを求め豊かな生活を求め、成長する中国とともに生きた世代である。彼らの親は自由と独立を主張し、事業での成功と高品質な生活を追い求めている。その親たちの子供が“90後”であり、その為子供の教育さえお金につながりやすい側面を持っている。成功を求め多忙な日常を送る両親が直接子供に語りかける時間が減り、その教育は自ずと塾や祖父母に代わったのである。
教育
90後は、義務教育の中で「減負（負担を減らす教育）」や「素質教育（個性や人間性を重んじて育てる教育）」など、多くの教育改革を経験することになった。1997年から続く改革によって、ただ丸暗記するだけの教育システムから自ら考える西洋式へと変わり、“90後”が受ける教育方法は一世代前の中国人たちとは異なるものとなった。教育の産業化が進み、学校からのプレッシャー強まり、また様々な教育機関が生まれた。
そんな中、“90後”の親たちは自分たちが競争社会から強いプレッシャーを感じている為、子供たちが学校での教育だけでは今の競争社会では勝ち残っていけないと感じ、幼いころから家庭教師をつけ、教育指導書を駆使し専門的な教育を施す家庭は少なくない。幼いころからのプレッシャーによって多くの“90後”は聡明に、多才に、また趣味の幅を広げ、自分を重要視するようになった。しかしその一方で、学習に対する焦慮感、挫折に対する対応力の低下、強い嫉妬心、インターネット依存などの問題も生み出した。“90後”は自分に自信を持っているが、打たれ弱く、デリケート、そして少し利己的といった特性を持っている。
情報
情報社会となった今、インターネットの急速な発展とともに“90後”の生活に様々な情報がはびこるようになった。1999年、中国で約400万だったインターネット利用者が、2010年には約4億人に膨れ上がっている。中国青年研究中心の調査によると、7－15歳の中国人児童の70％以上が一度はインターネットを利用したことがあるとのことだ。今では都市部に住む半数以上の子供たちが家庭でインターネットを利用している。“90後”は“80後”と比べても、より幼いころからインターネットを利用しており（“80後”はその多くが大学時代から利用している）、その依存度も高い。調査によると、90％以上の大学生が毎日インターネットを利用しており、パソコンはすでに学生の必需品となっている。インターネットの持つ不確実性やインターネット上での付き合いの不安定性に“90後”の心は奪われ、現実社会での人とのかかわりを避けるようになった。また、彼らの現実社会での交際能力に影響を与え、無関心や自閉症の原因となっているとも分析されている。インターネットは彼らの人格や人生観の形成に悪影響を与えている場合もあると言われる。

## 抱える問題
ある高校が中高生を対象に行った心理テストで、勉強に対する焦慮、対人関係における障害、過度な敏感性が“90後”の３大心理不安であることが明らかとなった。
調査によると、“90後”が最も感じているのが勉強に対する不安である。「あなたが心配、ストレスを感じるのは何ですか」という質問に対し、「テストの成績が悪かったり、不合格だった場合」と答えた学生が最も多かった。「あなたが癇癪を起してしまう原因はなんですか」の質問に対し、「勉強に対するプレッシャーが強すぎる」と答えたのが全体の71％に上った。
中高生の約半数以上が対人関係に不安を感じていると答えている。そのうち高校2年生の割合が最も高く、そのうちの70-80％を占めた。彼らの親の多くは対人関係で「損をしない」ように教育しており、それが同年代の仲間が少なくなってしまっている原因の一つとなっている。また、約4割の学生が過度に敏感な傾向があった。彼らは他人の言動や周りの喧騒に過度に敏感で、自分が他人からどう見られているのかを大変気にしていた。
このように90年以降に生まれた中国人には、多数の心理的問題が存在している。理想や信仰心の欠落、強い高利的な考え、独りよがりな個性の追求が少年犯罪や追っかけ、インターネット中毒、といった異常な反応を起こす者が現れ、それは日に日に深刻な問題となって中国社会を悩ませている。

## “90後”の一般的な特徴
「他とは違う」ことを求める
一部の学生は、学業においてずば抜けた成果を挙げられないとき、様々な方法で心理的満足を得ようとする。たとえば言いがかりをつけたり、騒いだり、奇妙な格好をしてみたり、といった具合である。こういった方法で教師やクラスメートの気を引くことで、「他とは違う」感覚を得て、心の均衡を保とうとしているのである。
多くが勉強に対し焦慮感を覚えている
教育の産業化が進む中で、学校からのプレッシャーが高まっただけではなく、塾や家庭教師といった様々な教育機関が台頭した。“90後”は幼いころから家庭教師などをつけられ、競争社会のプレッシャーを感じることとなった。彼らはほかの世代に比べてもIQも高く、多趣味ではあるが、その一方で勉強への焦慮の問題も生み出してしまった。
大変利己的で忍耐力がない
現在の若者のほとんどが一人っ子である。幼いころからずっと家の中では最も偉いと感じており、独占欲がとても強い。そのため彼ら多くのが極度に利己的に育ってしまった。また同時に、周りからのプレッシャーに対しとても弱く、対応能力が低いため挫折を克服しきれない場合が多い。時には大したことではなくても過度に反応し、行きすぎた行動をとってしまうこともある。
陰気、捻くれており冷淡、自閉症
親の教育方針の偏りなど家庭環境によって、一部の子供たちから、捻くれ人付き合いがよくない、心を閉じてしまうなどの症状がみられる場合がある。彼らは他人に自分の気持ちをなかなか伝えられないため、心からわかりあえる親友をなかなか作れない。そして彼らは他人には理解してもらえないと、孤独を感じるようになる。しかし、社会化によって彼らは人と関わりたい、他人に理解してもらいたいと強く求めている。そのため、彼らはいつも苛立ち、不安を感じており、元気がなかったり、意気消沈したり、焦慮したりといった症状がみられる。
インターネットへの過度な依存
「インターネットヘロイン」といわれるほど、インターネットは青少年に影響を与えている。インターネットに夢中になっている子供たちは、往々としてその怖さを知っているが、自分をコントロールできなくなっていると言われる。
サーチナでは、“90後”に対するインタビュー記事を載せている。非常に強いこだわりを持っている一方で、経済成長を背景に、明るくはつらつとした“90後”が印象的。“90後”と一括りで言っても、色々な個人がおり、単純な類型はできそうもない。

## “90後”と伝統文化
漢服復興運動は“70後”、“80後”そして“90後”の一部が主体となって始まった民間による、草の根運動である。若いホワイトカラー層、大学、高校、中学生を中心にその影響を受けた子供や成熟し穏健な中高年までが参加した。漢服復興運動は年齢、性別、職業を超えて伝統文化を愛する者たちが集まり、漢民族の伝統服の復興をテーマとし、人々の伝統文化に対する意識を盛り上げようと企画したということである。この活動における組織や活動計画については、インターネットだけでなく、学校、会社、観光地、公園など様々なところで議論された。
伝統衣装を着る、古書を読む、祭り、故郷についての講義を開くなど、たとえ伝統文化に関する知識が豊富でなくても、伝統文化を守り抜こうという精神に基づいている。この活動を行なっている世代は、老人ではなく“80後”“90後”と呼ばれる若者である。

## “90後”の今後
現在、“90後”の弱点や欠点ばかりが話題になっているが、長所もある。10年前“80後”も「崩壊する世代」などと酷評されていたが、北京オリンピックでの聖火リレー、オリンピック大会開催中、四川大地震などの大事件での対応を通じて、それまでの偏見を取り払い、「責任を任せられる世代」などもう成熟したと世間に認めさせることに成功したとも言われる。
“90後”たちも、大人になる過程で責任や義務を身をもって示していくことで、払拭できるだろう。そして、社会の発展に伴い、中国社会での先駆者としての一世代を築くことが期待される。